# Holmen Hockey
Holmen Hockey, auch bekannt als Holmen Red Eagles, ist ein 1934 gegründeter norwegischer Eishockeyklub aus Asker. Die Herrenmannschaft spielt in der drittklassigen 2. divisjon und trägt ihre Heimspiele in der Holmen Ishall aus.  

## Geschichte
Der Verein wurde 1934 gegründet. Zur Saison 1934/35 nahm die Mannschaft den Spielbetrieb in der Hovedserien, der damals höchsten norwegischen Spielklasse, auf. In der Saison 1939/40 erreichte die Mannschaft in der zu diesem Zeitpunkt in Pokalform ausgetragenen norwegischen Meisterschaft das Halbfinale. Nach Ende des Zweiten Weltkriegs wurde der Spielbetrieb in der höchsten norwegischen Eishockeyspielklasse in der 1. divisjon fortgeführt, in der Holmen von 1946 bis 1948 antrat. Seither spielte die Mannschaft nur noch unterklassig, zuletzt in der Saison 2011/12 in der drittklassigen 2. divisjon.